# Arbing
Arbing is een gemeente in de Oostenrijkse deelstaat Opper-Oostenrijk, gelegen in het district Perg (PE). De gemeente heeft ongeveer 1300 inwoners.

## Geografie
Arbing heeft een oppervlakte van 12 km². De gemeente ligt in het noorden van Oostenrijk, in het oosten van de deelstaat Opper-Oostenrijk. Arbing ligt ten oosten van de stad Linz.

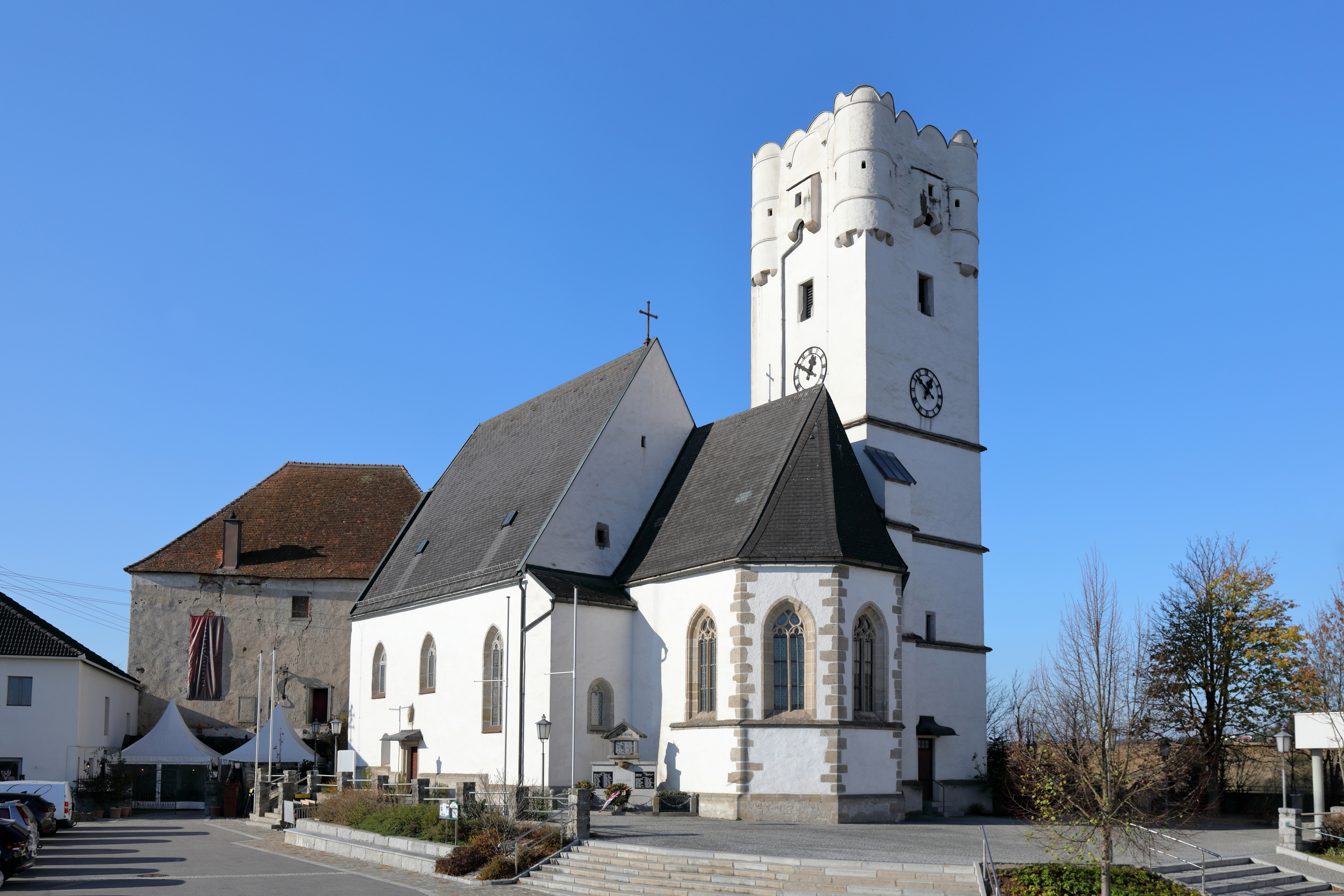
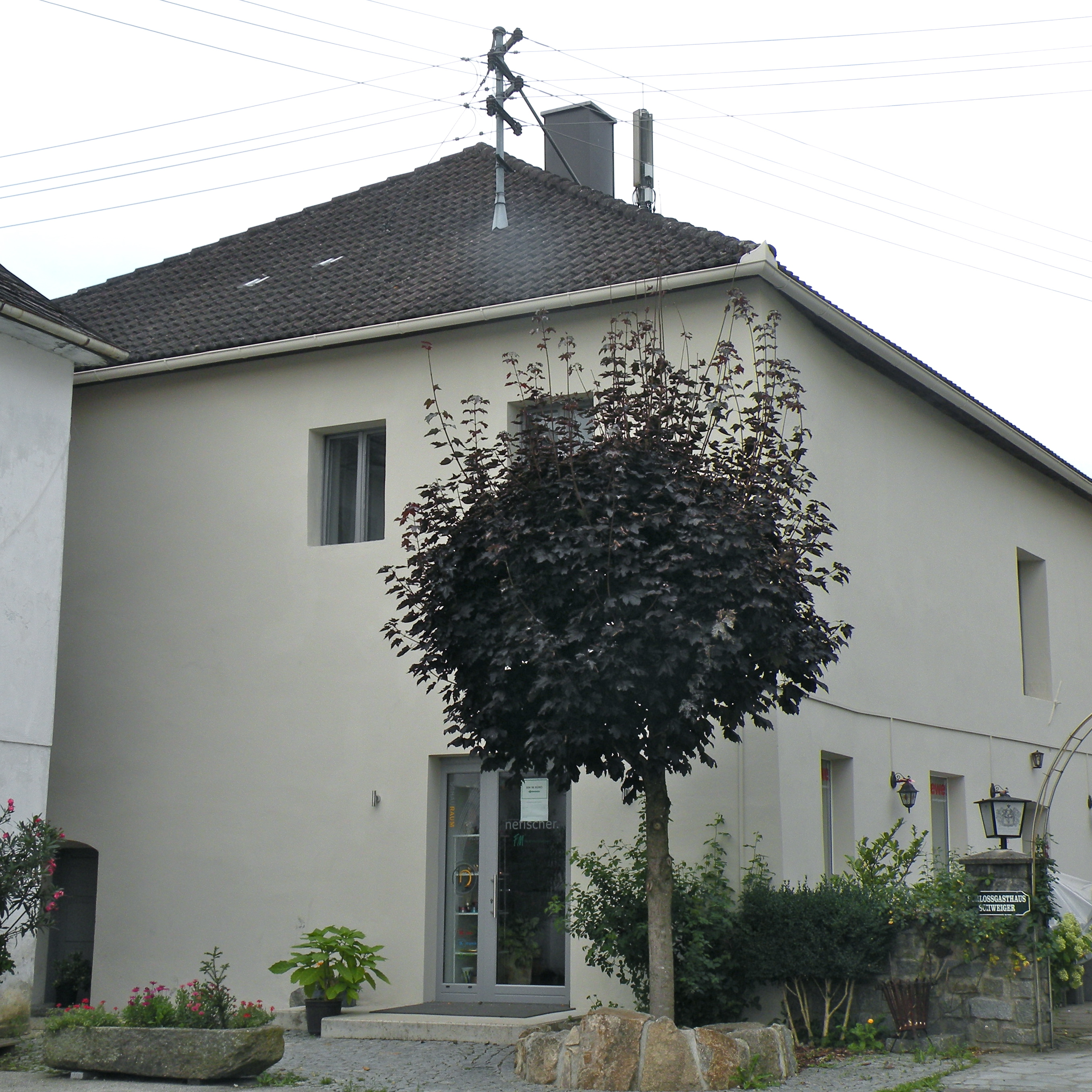
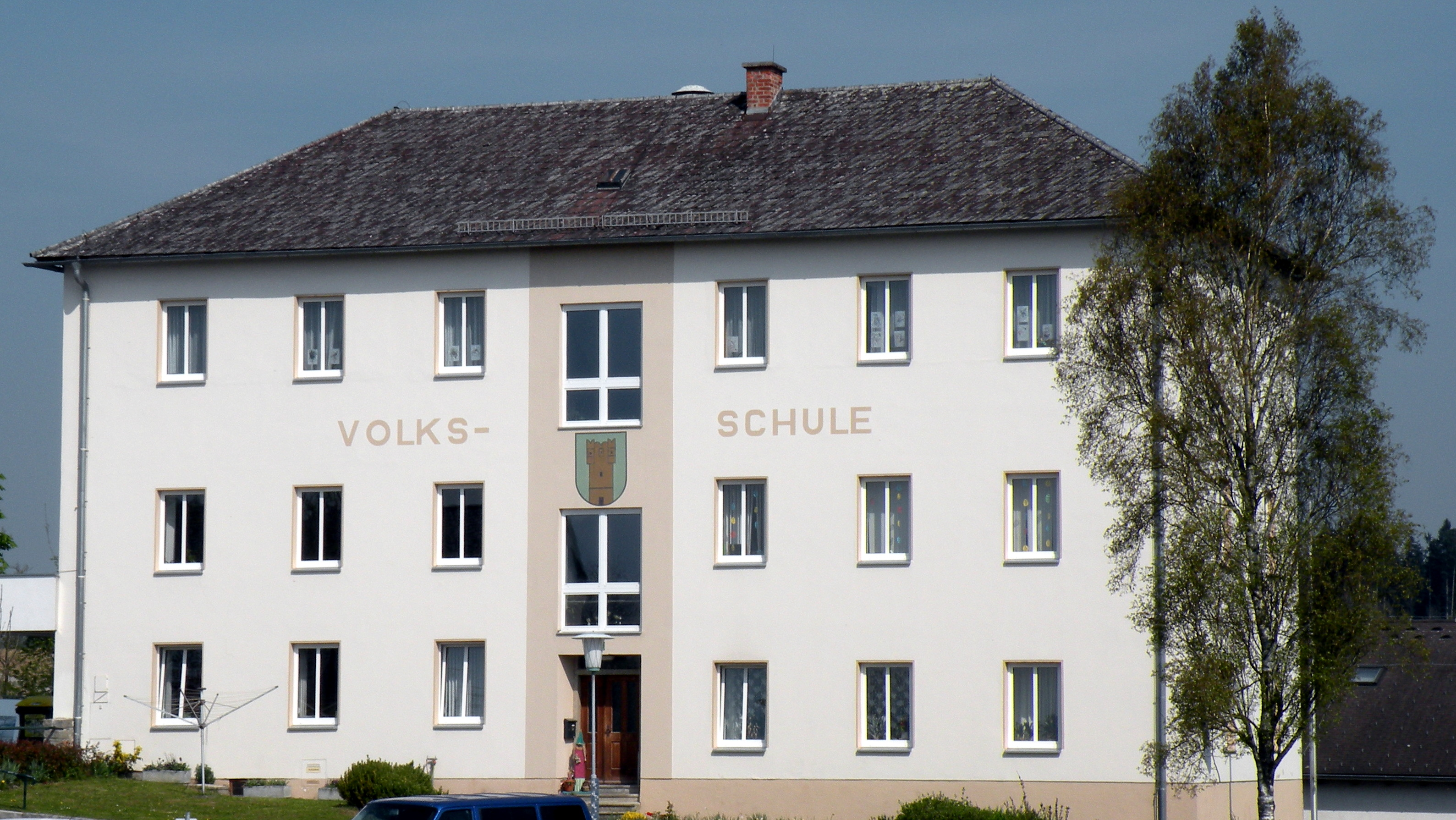

Allerheiligen im Mühlkreis · Arbing · Bad Kreuzen · Baumgartenberg · Dimbach · Grein · Katsdorf · Klam · Langenstein · Luftenberg an der Donau · Mauthausen · Mitterkirchen im Machland · Münzbach · Naarn im Machlande · Pabneukirchen · Perg · Rechberg · Ried in der Riedmark · Saxen · Schwertberg · Sankt Georgen am Walde · Sankt Georgen an der Gusen · Sankt Nikola an der Donau · Sankt Thomas am Blasenstein · Waldhausen im Strudengau · Windhaag bei Perg
- Gemeinsame Normdatei: 7740062-8
- Virtual International Authority File: 237449308